# Studio Baarn
Studio Baarn is een televisiestudio aan de Hermesweg 10 op bedrijventerrein Noordschil aan de rand van Baarn langs de A1.
In de studio worden programma's opgenomen als Ik hou van Holland, Kinderen voor Kinderen, Bananasplit, The voice of Holland, Marble Mania en lijsttrekkersdebatten.
Studio Baarn werd in 1986 geopend, in 1988 volgde de uitbreiding met een tweede opnamestudio, Studio 2.
Studio 1 en 2 hebben een vloeroppervlak van 1200 m² (30 bij 40 meter) voor elk maximaal 1200 personen. De kleinere Studio 3 met een oppervlak van 224 m² is geschikt voor maximaal 300 personen. In het gebouw zijn productieruimten, kleedkamers, diverse make-up ruimtes, een foyer met bar en een keuken.